# Bertie the Brain
Bertie the Brain è stato un gioco elettronico per computer, uno dei primi in assoluto a essere stati concepiti nella storia dei videogiochi.
Ideato e costruito a Toronto dall'ingegnere Josef Kates per il Canadian National Exhibition del 1950 al fine di dimostrare l'efficienza della valvola di additron di sua invenzione, si trattava di un grande computer alto circa quattro metri che permetteva di giocare a tris contro un'intelligenza artificiale dal livello di difficoltà regolabile. Lo sfidante umano comunicava attraverso una tastiera illuminata a forma di griglia 3x3 la propria mossa, che veniva registrata sulla schermata di gioco e quindi mostrata tramite delle lampadine che si accendevano. Dopo due settimane di esposizione presso il padiglione dell'azienda di tubi termoionici Rogers Majestic, la macchina venne smantellata alla fine della mostra e per molto tempo dimenticata, liquidata come semplice mirabilia.
Bertie the Brain è indicato come uno dei precursori dei videogiochi contemporanei, in quanto probabilmente il primo computer game dotato di un primitivo schermo da gioco, in cui poteva essere visualizzata la partita in corso; venne creato inoltre solo tre anni dopo l'invenzione del cathode-ray tube amusement device, il primo gioco elettronico interattivo dotato di un display elettronico del quale si conosca l'esistenza. 

## Sviluppo

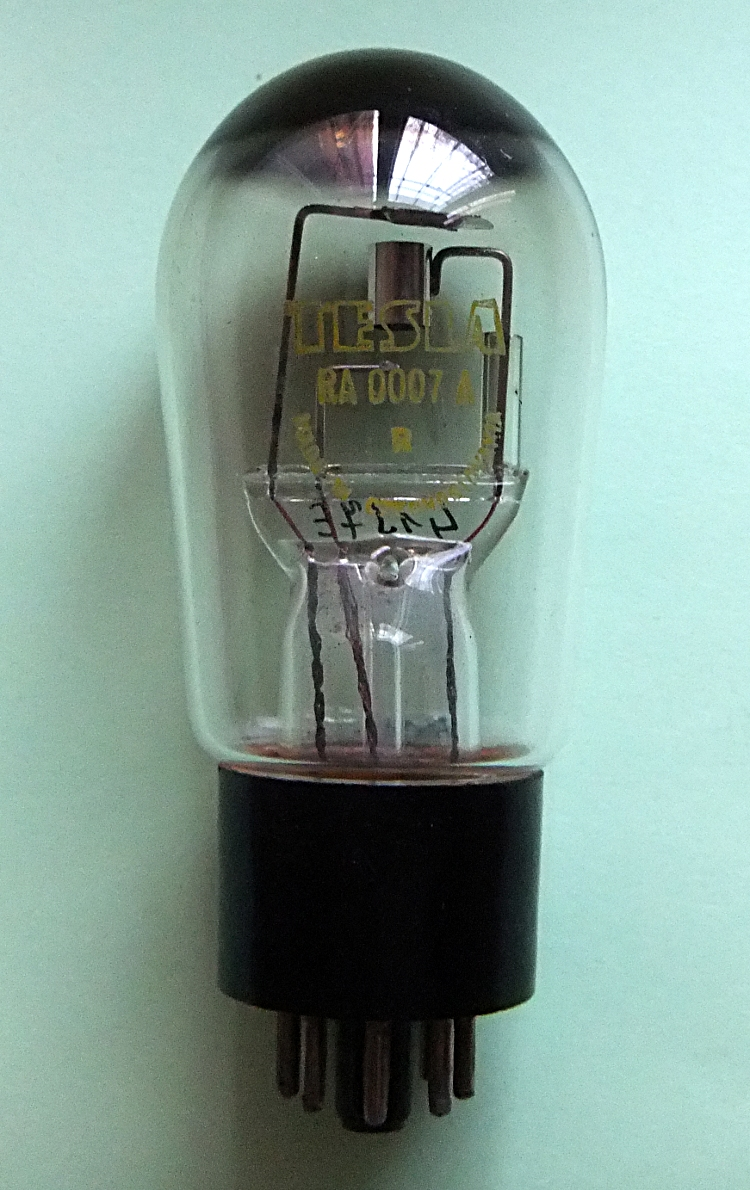
Una valvola termoionica, la cui versione ridotta, la cosiddetta valvola di additron inventata da Kates, era inserita all'interno di Bertie the Brain

Bertie the Brain era una versione videoludica per computer del celebre gioco tris, ideata dal dottor Josef Kates per il Canadian National Exhibition del 1950. Kates aveva precedentemente lavorato per la Rogers Majestic come designer e costruttore di tubi radar durante la seconda guerra mondiale, per poi, dopo la fine del conflitto, proseguire gli studi universitari nel centro di calcolo dell'Università di Toronto, continuando in parallelo il suo lavoro presso l'azienda elettronica. All'ateneo contribuì, con l'ingegnere Alfred Ratz, alla progettazione dello "University of Toronto Electronic Computer" (UTEC), uno dei primi computer funzionanti al mondo, curandone in particolar modo la memoria e il sistema operativo. Tuttavia, il macchinario aveva bisogno di molte valvole termoioniche per funzionare e Kates decise di risolvere il problema inventando la valvola di additron, il cui brevetto venne depositato il 20 marzo 1951 (con il codice 6047) presso la Radio Electronics Television Manufacturers' Association. La valvola di additron era molto più piccola di quella termoionica e in grado di svolgere una quantità di lavoro maggiore:
(Josef Kates)
La Rogers Majestic spinse Kates a progettare un dispositivo che mostrasse l'invenzione a potenziali acquirenti e facesse percepire anche al grande pubblico la possibilità di costruire computer «più piccoli, più semplici, più affidabili e meno costosi». Egli perciò progettò e assemblò, con l'aiuto degli ingegneri dell'azienda, una macchina specializzata che avrebbe incorporato la nuova tecnologia, poi chiamata Bertie the Brain (nome accompagnato dal sottotitolo "The Electronic Wonder by Rogers Majestic"). Alta quattro metri, aveva la sola possibilità di permettere di giocare a tris (scelto per il fatto di essere un passatempo rapido e conosciuto da tutti) e venne installata nell'edificio tecnico del Canadian National Exhibition, dove rimase in mostra dal 25 agosto al 9 settembre 1950.

## Accoglienza

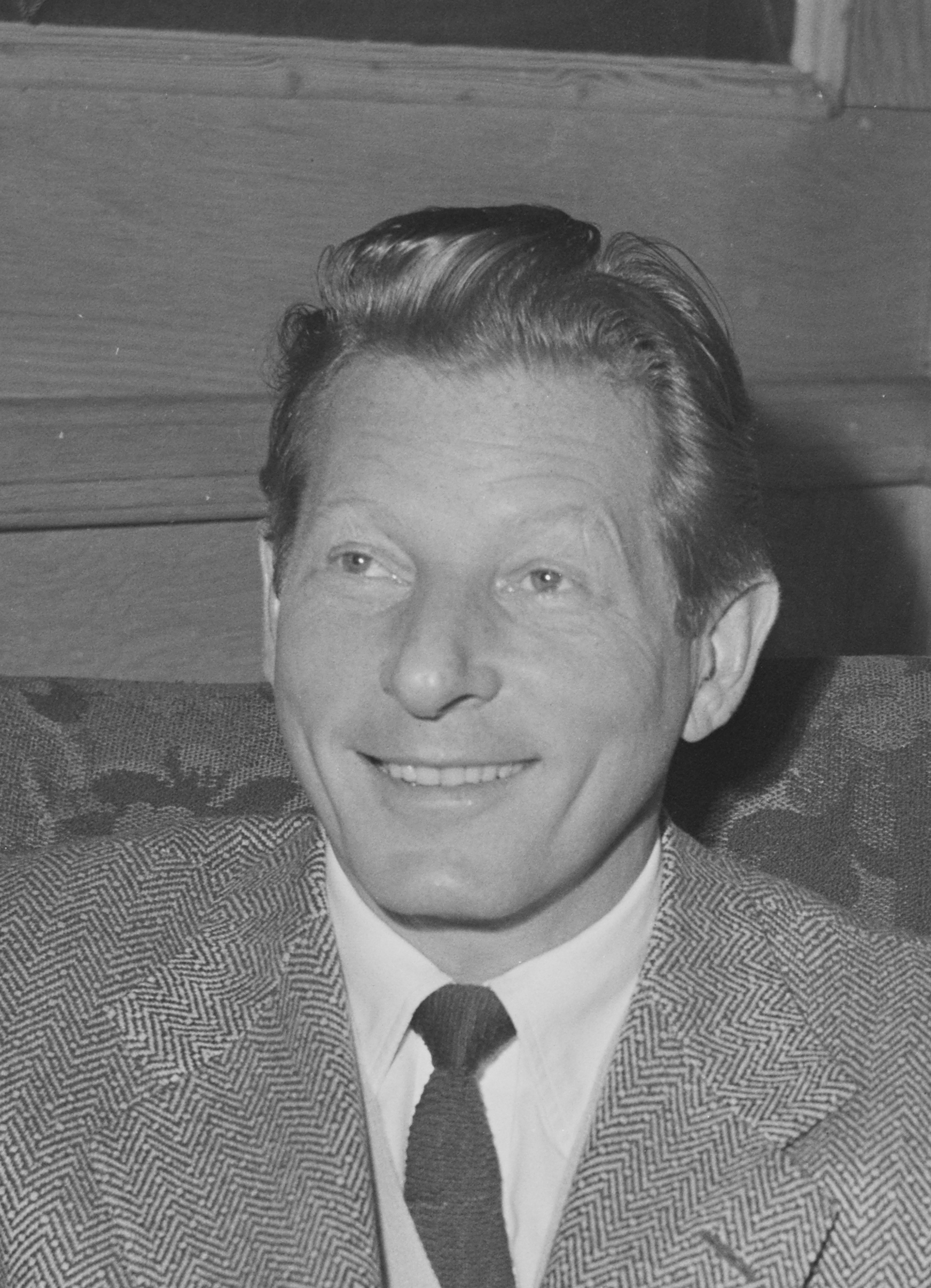
Nel 1950 il comico Danny Kaye riuscì a vincere una partita contro Bertie the Brain

Bertie the Brain fu un successo durante la sua permanenza all'esibizione, con file di persone davanti allo stand della Royal Majestic in attesa di potervici giocare, o semplicemente curiose. Kates rimase vicino alla macchina ogniqualvolta gli era possibile, regolando la difficoltà per adulti e bambini. Il momento più noto di tutto il periodo dell'esposizione fu la sfida con il comico Danny Kaye: questi giocò più volte contro il computer, vincendo solamente dopo un progressivo abbassamento di difficoltà. Come raccontò Kates, dopo la vittoria «Kaye ballò di gioia per aver vinto il primo gioco arcade del mondo.»
(Josef Kates)

## Influenza culturale

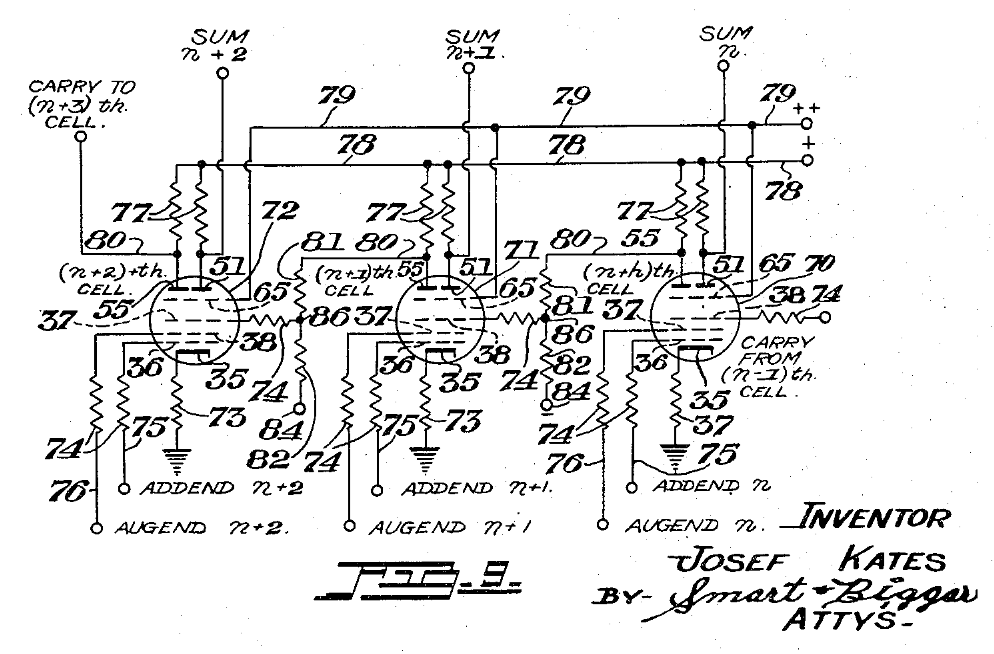
Uno schema del circuito di una valvola di additron, secondo il brevetto di Kates

Dopo l'esibizione, Bertie the Brain venne smantellato e «ampiamente dimenticato» come novità. Kates raccontò allora di star lavorando su così tanti progetti (tra cui ulteriori lavori con l'UTEC) nello stesso momento che non aveva energia da spendere per mantenerlo, nonostante il potenziale. Sebbene infatti fosse stato il primo gioco per computer implementato – preceduto solo da programmi teorizzati per giocare a scacchi – e fosse stato presentato e pubblicizzato dalla rivista Life, il pubblico si scordò di esso in breve tempo, venendo anche omesso in alcuni libri sulla storia dei videogiochi. Inoltre si rivelò un fallimento nel perseguire lo scopo per il quale era stato inventato, ovvero quello di promuovere la valvola di additron, e pertanto rimase l'unico marchingegno costruito con tale tecnologia. Quando la Rogers Majestic aveva convinto Kates a sviluppare un modello funzionante per l'esibizione, questi aveva lavorato per un anno su diversi prototipi della valvola e il team dell'Università di Toronto aveva ritenuto che la loro produzione fosse troppo lunga e laboriosa per tentare di integrarli nell'UTEC. Sebbene altre ditte manifestassero interesse nel loro impiego, i problemi con l'acquisizione di brevetti impedirono di brevettare le valvole ovunque fuori dal Canada fino al 1955, e la domanda di brevetto non fu accettata negli Stati Uniti d'America fino al marzo 1957, sei anni dopo il deposito. A quel punto, la ricerca e l'utilizzo delle valvole a vuoto si stava inesorabilmente affievolendo di fronte all'ascesa del superiore transistor e questo impedì ulteriormente qualsiasi rivisitazione di Bertie the Brain o macchine simili. Kates proseguì con una brillante carriera in ingegneria canadese, ma non tornò mai a lavorare su tubi a vuoto o giochi per computer:
(Josef Kates nel 2014)
Bertie the Brain seguì solo tre anni dopo l'invenzione del cathode-ray tube amusement device, il primo gioco elettronico interattivo conosciuto; sebbene i giochi non visivi fossero già stati sviluppati per computer di ricerca, come il programma di scacchi di Alan Turing e Dietrich Prinz per il Ferranti Mark 1 dell'Università di Manchester, l'invenzione di Kates fu la prima a permettere una visione in tempo reale dell'andamento della partita. È anche considerata, entro certi parametri, come uno dei contendenti per il primato di primo videogioco in assoluto: per quanto infatti le definizioni varino, il precedente dispositivo di intrattenimento a tubo catodico era soltanto un gioco elettrico puramente analogico, mentre il tris di Bertie the Brain veniva eseguito direttamente su un computer. Altri esempi di macchinari dello stesso periodo che usufruirono di uno schermo elettronico anziché di un sistema di lampadine furono il Nimrod, costruito nel 1951 in Inghilterra e simile al progetto di Kates, OXO, un videogioco sviluppato da Sandy Douglas nel 1952 e un programma di dama di Christopher Strachey dello stesso anno.